# Sovetski (Khantys-Mansis)
Pour les articles homonymes, voir Sovetski.
Sovetski (en russe : Советский) est une ville russe située dans le district autonome des Khantys-Mansis–Iougra, et le centre administratif du raïon de Sovetski. Sa population s'élevait à 27 631 habitants en 2013.

## Géographie
Sovetski est arrosée par la rivière Ingouïagoun et se trouve dans la plaine de Sibérie occidentale, à 294 km à l'ouest de Khanty-Mansiïsk et à 1 619 km au nord-est de Moscou.

### Transports
La ville est desservie par l'aéroport de Sovetski Tioumenskaïa.

## Histoire
Fondée en 1963 en tant que commune urbaine, Sovetski accède au statut de ville en 1997.

## Population et société

### Démographie
Recensements (*) ou estimations de la population
| 1970* | 1979*  | 1989*  | 2002*  |
| ----- | ------ | ------ | ------ |
| 5 897 | 13 674 | 21 123 | 23 230 |

| 2010*  | 2012   | 2013   | 2014 |
| ------ | ------ | ------ | ---- |
| 26 495 | 27 116 | 27 631 | -    |

## Économie
La principale entreprise de Sovetski est la société OAO Sovetskles (ОАО "Советсклес"), spécialisée dans le travail du bois et la fabrication de meubles.